# 後は野となれ山となれ
後は野となれ山となれ（あとはのとなれやまとなれ）は、江戸時代の日本からのことわざ。

## 概要
目先のことさえ済めば、その後のことや、その結果はどうなってもかまわないということを意味する。後のことがどうなろうとも自分の知ったことではないということにしているということのため、このようにしているというのは無責任な態度になっているということである。

### 由来
この言葉の由来は、江戸時代に近松門左衛門によって著された浄瑠璃の作品である『冥土の飛脚』である。この作品では、主人公である飛脚問屋が客から盗んだ金で遊女を身請して、暮らしていた町から逃げようとする場面があった。そこでの台詞に「あとは野となれ大和路や」というのがあったのだが、それが「あとは野となれ山となれ」に変わって現在に至るのである。